# Complot de los médicos
El Complot de los Médicos (en ruso: дело врачей; literalmente ‘expediente de los médicos’) es el nombre dado a una supuesta conspiración dirigida por prestigiosos médicos de la Unión Soviética, mayoritariamente de etnia judía, a inicios de 1953. El objetivo de esta conspiración sería asesinar a altos dirigentes políticos soviéticos aprovechando los tratamientos médicos de estos. Tras la muerte de Iósif Stalin en marzo de 1953, los máximos jefes del Partido Comunista de la Unión Soviética denunciaron que este «complot» no había existido y se había tratado apenas de una farsa planificada por el propio Stalin, usando a médicos judíos como pretexto para una nueva (y sangrienta) purga dentro del régimen.

## Contexto
Cuando el Estado de Israel fue proclamado en 1948, hubo un inicial interés de la Unión Soviética de atraer al nuevo estado judío a una posible alianza con el gobierno del Kremlin, aprovechando el común odio al nazismo que compartían comunistas y judíos, sentimiento fortalecido por las recientes experiencias de la Segunda Guerra Mundial. La hostilidad de Gran Bretaña hacia los sionistas judíos, así como el origen étnico judío de varios militantes comunistas en Europa parecía alimentar la esperanza soviética de obtener la adhesión israelí a la política de la Unión Soviética en la escena internacional.
No obstante, los líderes políticos de Israel rechazaron un alineamiento político favorable a la Unión Soviética y prefirieron prontamente una alianza con los Estados Unidos. A inicios de 1950, Moscú abandonó el proyecto de una alianza con Israel y lentamente se dispuso el enfriamiento de relaciones de la Unión Soviética y sus satélites con el estado judío; los intelectuales judíos soviéticos que habían fundado el Comité Judío Antifascista bajo el patrocinio de Stalin fueron arrestados y el Comité mismo quedó disuelto. Desde 1952 el antisemitismo en la Unión Soviética ―que había estado oficialmente prohibido durante los años anteriores―, empezó a manifestarse de manera más agresiva en la prensa gubernamental y en los discursos políticos, anticipando un cambio total en la política soviética.
El pleito ideológico de la Unión Soviética con la Yugoslavia del mariscal Josip Broz Tito sirvió también para alimentar el antisemitismo: durante el «Proceso de Praga» organizado por el presidente de la Checoslovaquia comunista, Klement Gottwald, en noviembre de 1952, se condenó a muerte a 14 jefes del partido comunista checoslovaco, acusados de fraguar un «complot titoísta». Once de los condenados fueron judíos, entre ellos el antiguo líder del comunismo checo Rudolf Slánský. Esta circunstancia fortaleció el antisemitismo en la Unión Soviética, alimentado ahora por la propaganda oficial.
Desde inicios de los años cincuenta, Stalin parecía haber temido una conspiración de Lavrenti Beria, el jefe máximo de la NKVD, para asesinarle o apartarlo del poder. En el razonamiento de Stalin, un «complot» cuya existencia ignorase Beria podría resultar en un buen pretexto para acusar a Beria de incompetencia y apartarlo del poder, otorgando sus cargos a Víktor Abakúmov, el ambicioso lugarteniente de Beria que aceptaría participar en el «complot» fabricado por Stalin para así ocupar el puesto de su jefe. No obstante, la idea de utilizar el antisemitismo y a los médicos como pretexto para iniciar la nueva purga fue autoría de un subordinado de Beria y Abakúmov, el jefe del Ministerio de Seguridad del Estado, Mijaíl Riumin, quien la presentó a Stalin y logró su aceptación.

## El «complot»
Stalin dio inicio al «complot» de los médicos mediante un discurso al Politburó el 1 de diciembre de 1952, donde declaró:

Todo sionista es agente del espionaje estadounidense. Los nacionalistas judíos piensan que su nación fue salvada por los Estados Unidos, allá donde ellos pueden hacerse ricos y burgueses. Piensan los judíos que tienen una deuda con los estadounidenses. Entre los médicos, hay numerosos sionistas.
Iósif Stalin

Cabe citar que, antes de esas fechas, el sionismo judío no había sido condenado oficialmente por la Unión Soviética y en la alta dirigencia soviética se consideraba que la creación de un Estado judío (en Palestina o fuera de ella) sería una solución permanente para evitar el antisemitismo. Inclusive a mediados de la década de 1930 Stalin patrocinó la creación del Óblast autónomo Hebreo para los judíos soviéticos en el Krai del Lejano Oriente, proyecto que fracasó al no atraer a emigrantes de fuera de la Unión Soviética.
El nacionalismo prorruso y antijudío era ya conocido como una idea personal de Stalin desde hacía muchos años, y varios jerarcas del partido habían escuchado de Stalin expresiones abiertamente antisemitas inclusive en tiempos de Lenin. De hecho la desconfianza era un rasgo muy acusado de la personalidad de Stalin y el cosmopolitismo que se le atribuía a los judíos soviéticos los tornó sospechosos durante muchos años a los ojos del dictador soviético.
El 13 de enero de 1953, el diario Pravda (órgano oficial del Partido comunista) publicó un largo artículo de cariz marcadamente antisemita, titulado «Bajo la máscara de médicos universitarios hay espías asesinos y criminales», denunciando una «conspiración de burgueses sionistas» organizada por el Congreso Judío Mundial y financiada por la CIA estadounidense. Ese complot estaría operando bajo dirección de once médicos (siete de ellos judíos), que habían usado tratamientos médicos para asesinar a importantes miembros del partido comunista soviético como Andréi Zhdánov (muerto naturalmente en 1948) y su cuñado Aleksandr Scherbakov director del Sovinformburó (muerto en 1945 tras años de alcoholismo crónico); el mismo artículo acusaba a los médicos judíos de tramar la muerte de tres importantes líderes militares del Ejército Rojo: los generales Iván Kónev, Aleksandr Vasilevski y Leonid Góvorov.
En la obra de Aleksandr Solzhenitsyn Archipiélago Gulag aparece una anotación a pie de página del propio autor sobre los rumores que corrían acerca del complot de los médicos como un pretexto para iniciar el encarcelamiento y posible exterminio de la población judía de la Unión Soviética.

"En este país nunca se sabe nada a ciencia cierta, ni ahora ni mucho después. Pero según los bulos de Moscú, Stalin tenía el siguiente plan: a principios de marzo serían ahorcados, en la Plaza Roja, los "médicos-asesinos". Los patriotas, excitados de forma espontánea (bajo la dirección de instructores), organizarían un pogrom judío. Entonces, el Gobierno (se ve el carácter de Stalin, ¿verdad?), para salvar generosamente a los judíos de la ira popular, esa misma noche los mandaría de Moscú a Siberia y el Extremo Oriente (donde ya estaban preparando los barracones)"

## Arrestos
Inmediatamente después de publicarse el artículo del 13 de enero, docenas de médicos de etnia judía fueron arrestados en la Unión Soviética, incluyendo a Mirón Vovsi (médico personal de Stalin). Los arrestos incluyen a personal sanitario de varias especialidades, incluidos farmacéuticos de renombre, mientras varios centenares de judíos soviéticos son expulsados de sus puestos de trabajo en la industria y la administración. A fines de enero de 1953 parecía evidente que la acusación de Stalin se centraba desproporcionadamente en los judíos soviéticos, lo cual hacía sospechar de otra purga masiva, lanzada esta vez contra una minoría étnica.
En febrero la campaña antijudía es iniciada en los países satélites de la Unión Soviética en Europa Oriental. El 9 de febrero estalla un explosivo dentro de la embajada soviética en Tel Aviv y la Unión Soviética rompe relaciones con Israel el día 11 de febrero, al día siguiente la hermana del presidente de Israel, Jaim Weizmann, la ciudadana soviética María Weizmann, es arrestada en Moscú.

## Reacciones
La campaña contra los «médicos asesinos» fue tachada en Europa Occidental y los EE. UU. como una simple persecución antisemita, siendo condenada por sus gobiernos. Personajes como Albert Einstein y Winston Churchill pidieron una investigación imparcial a las autoridades soviéticas y condenaron por escrito los visibles aspectos antisemitas de la campaña. Los partidos comunistas de Europa Occidental, bajo la dirección tácita de la Kominform, se adhirieron sin crítica a los términos del gobierno soviético y pidieron la condena para los «médicos sionistas asesinos».
Mientras tanto los arrestos de judíos prominentes se sucedían en la Unión Soviética y los agentes de la NKVD se esforzaban en hallar indicios de la «conspiración de médicos» aunque sin mayor éxito. El propio Beria pidió instrucciones a Stalin debido a la ausencia de sustento para continuar las pesquisas contra los médicos judíos, y el fracaso de las torturas en los interrogatorios para hallar indicios fiables del complot. La respuesta de Stalin fue que los torturadores de la NKVD debían simplemente «golpear, golpear, y seguir golpeando a los prisioneros» hasta obtener pruebas. De hecho, el médico judío Yákov Etinger no resistió las sesiones de interrogatorio realizadas por el jefe de investigaciones de la NKVD, Mijaíl Ryumin, y murió durante las palizas.

## Fin del complot
El 1 de marzo de 1953 Stalin sufrió una hemorragia cerebral en su dacha de las afueras de Moscú, que lo dejó incapacitado por varias horas. No fue sino hasta 24 horas después que los jefes del Politburó supieron de su grave situación, debido al aislamiento que este mismo se había impuesto respecto al mundo exterior, y el 5 de marzo Stalin murió. Ese día, los jefes del Politburó, tras acordar la sucesión en el mando y la lealtad de los altos jerarcas del PCUS y las fuerzas armadas anunciaron públicamente a su país y al mundo la muerte de Stalin.
Las detenciones de judíos siguieron hasta el 5 de marzo de 1953, momento en el cual se suspendieron las acciones contra los judíos. Lavrenti Beria dio orden a la NKVD de cesar todas las acciones de investigación, poniendo fin a los arrestos y torturas, y tratando de distanciarse él mismo de todo el «complot». El nuevo líder soviético, Gueorgui Malenkov, aprobó el 28 de marzo una amnistía de varias docenas de prisioneros judíos arrestados desde enero de 1953 en relación con la «conspiración de los médicos»; su sucesor efectivo, Nikita Jruschov, anuncia oficialmente el 4 de marzo que el «complot de los médicos» nunca había existido y que la responsabilidad recaía en Mijaíl Riumin, el jefe de investigación (y torturas) de la NKVD. Ryumin fue destituido en abril de 1953 y ejecutado tres meses después. Las relaciones diplomáticas de la Unión Soviética con Israel se restablecerían en el mes de julio de 1953.
En el año 1956, durante su Discurso secreto ante el XX Congreso del PCUS, el líder soviético Nikita Jruschov reconoció ante sus oyentes que el «complot de los médicos» era apenas una falsedad inventada por Stalin, como pretexto para efectuar una violenta purga dentro del PCUS (con sus consiguientes asesinatos masivos) pero no pudo concluirla solo porque «no tuvo tiempo para darle término».